# Гук (прозвище)
Гук (англ. Gook) — разговорное слово, означающее (презрительно) болван, деревенщина — пренебрежительное прозвище азиатов в американском военном жаргоне с середины XX века.

## Происхождение
Оксфордский английский словарь не даёт известных версий происхождения этого слова.
В 1899 году это слово было в обиходе у американских военных для обозначения филиппинцев во время мятежа на Филиппинах. Возможно, оно было заимствовано из филиппинского языка, или явилось подражательным звучанию филиппинского языка для американцев (см. варваризм). Термин Goo-Goo «соблазнительные глаза» употреблялся с 1900 года и, возможно, имеет другое происхождение. С течением времени прозвище Гук стало применяться к жителям Никарагуа, а во время первой мировой войны — для выходцев с любых островов Тихого океана.
Слово в качестве жаргонизма употреблялось в 1950-х годах во время Корейской войны. Возможно, американские военные интерпретировали корейское слово «мигук» (кор. 미국), означающим в переводе «Америка» как «Me — gook» (‘я гук’).
Во время войны во Вьетнаме в 1960-х годах это слово получило распространение среди американских солдат по отношению к любым азиатам, в результате чего оно начало широко использоваться и далее распространилось в англоговорящие страны.
Слово «гук» также употреблялось родезийскими военными в период Войны в Южной Родезии для обозначения чернокожих повстанцев ЗАНУ и ЗАПУ (по-видимому, слово пришло в их лексикон благодаря американцам-ветеранам войны во Вьетнаме, служившим в родезийской армии).

## В США
В США прозвище «гук» наиболее часто используется по отношению к коммунистическим солдатам в контексте Вьетнамской войны. Оно считается чрезвычайно унизительным эпитетом и приравнивается к оскорблению «черномазый». Однажды сенатор Джон Маккейн, побывавший во вьетнамском плену, использовал это слово в фразе «Я ненавижу гуков. Я буду ненавидеть их, пока я жив» и в итоге вынужден был принести извинения всему вьетнамскому сообществу.
В 1969 году вышла статья, написанная Робертом Г. Кэйсером, описывающая использование слова «гук».